# Caisse autoportante

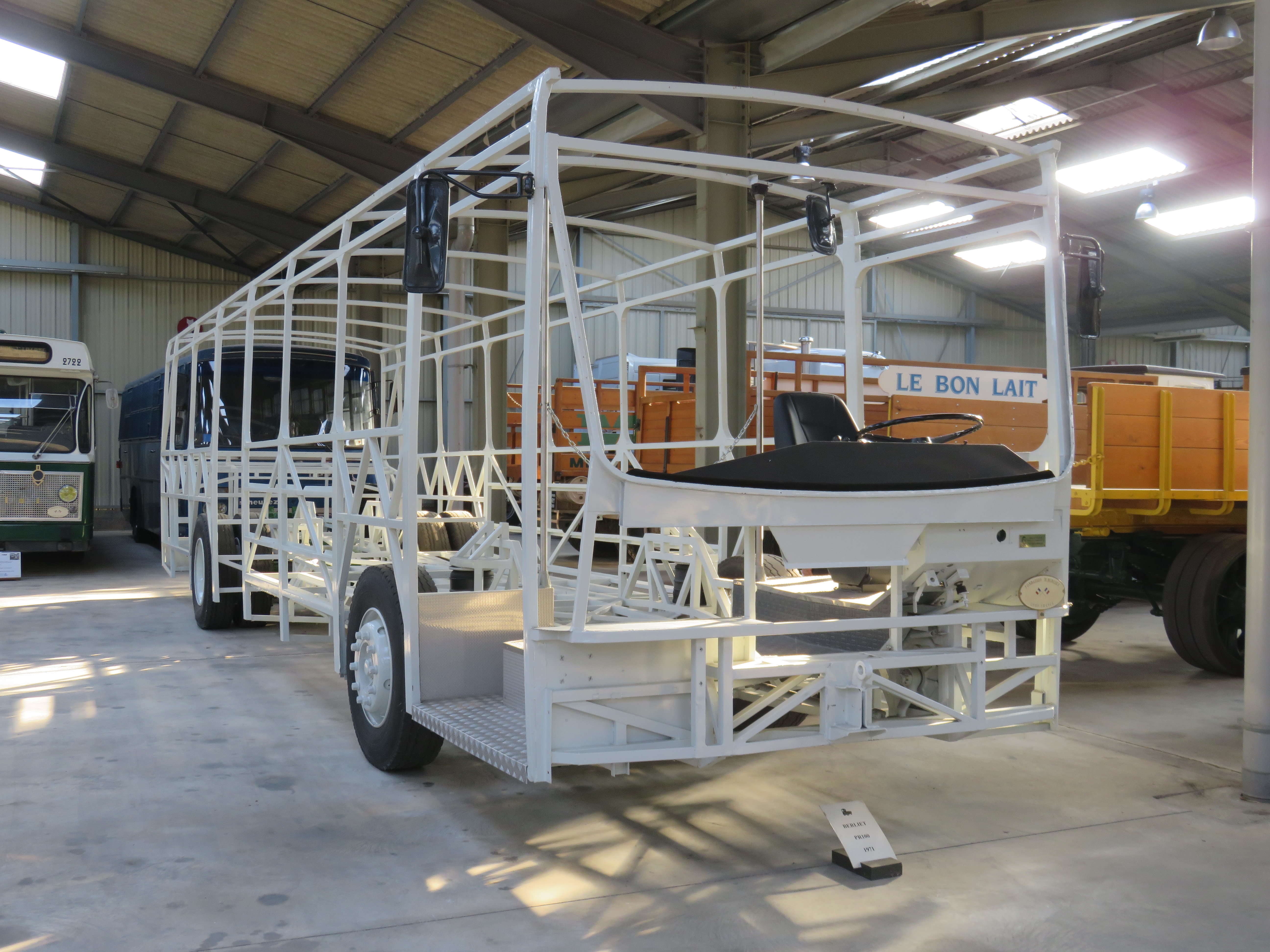
Caisse autoportante d'un autobus Berliet PR 100.

La caisse autoportante, ossature autoportante ou caisse-poutre désigne dans le cas d'un véhicule routier le plus souvent pour le transport de voyageurs ou un véhicule ferroviaire, une conception où l'habituelle carrosserie sur châssis est remplacée par une structure unique solidaire.

## Description
Dans le cas d'une conception classique à carrosserie sur châssis, celui-ci assure la liaison entre les organes mécaniques du véhicule et n'est pas solidaire de la caisse qui forment deux éléments dissociés. Le châssis assure la rigidité de l'ensemble du véhicule et est en général composé de longerons longitudinaux de taille importante reliés par des traverses. La caisse du véhicule est donc fixée au châssis par boulonnage ou plus rarement par soudure.
Dans le cas d'une caisse autoportante, l'ossature composée de tubes creux forme un élément rigide soudé. La rigidité de l'ensemble n'est plus assurée par les longerons d'un châssis, mais le fond de la caisse est composée de traverses creuses reliées par des longerons de faible taille, assurant la rigidité de l'ensemble par la liaison des traverses. Celles-ci sont soudées aux faces du véhicules, chacune connectée à un montant vertical, les parties basses des faces du véhicule jusqu'à la ceinture servent à assurer la rigidité, on parle alors de « longerons-parois » composés d'éléments horizontaux reliant les montants verticaux et d'éléments en diagonale. Cet ensemble rigide est intégralement soudé et renforcé par des soudures au niveau des montants verticaux avec le toit du véhicule, tous ces éléments formant une ossature creuse sur laquelle est posé le revêtement des parois. Dans certains cas, les revêtements des parois du véhicule servent également à renforcer la solidité de l'ensemble. Par ailleurs, sur les véhicules routiers, l'ensemble des éléments mécaniques sont disposés dans la caisse autoportante.

Caisse autoportante d'un autobus Berliet PR 100.
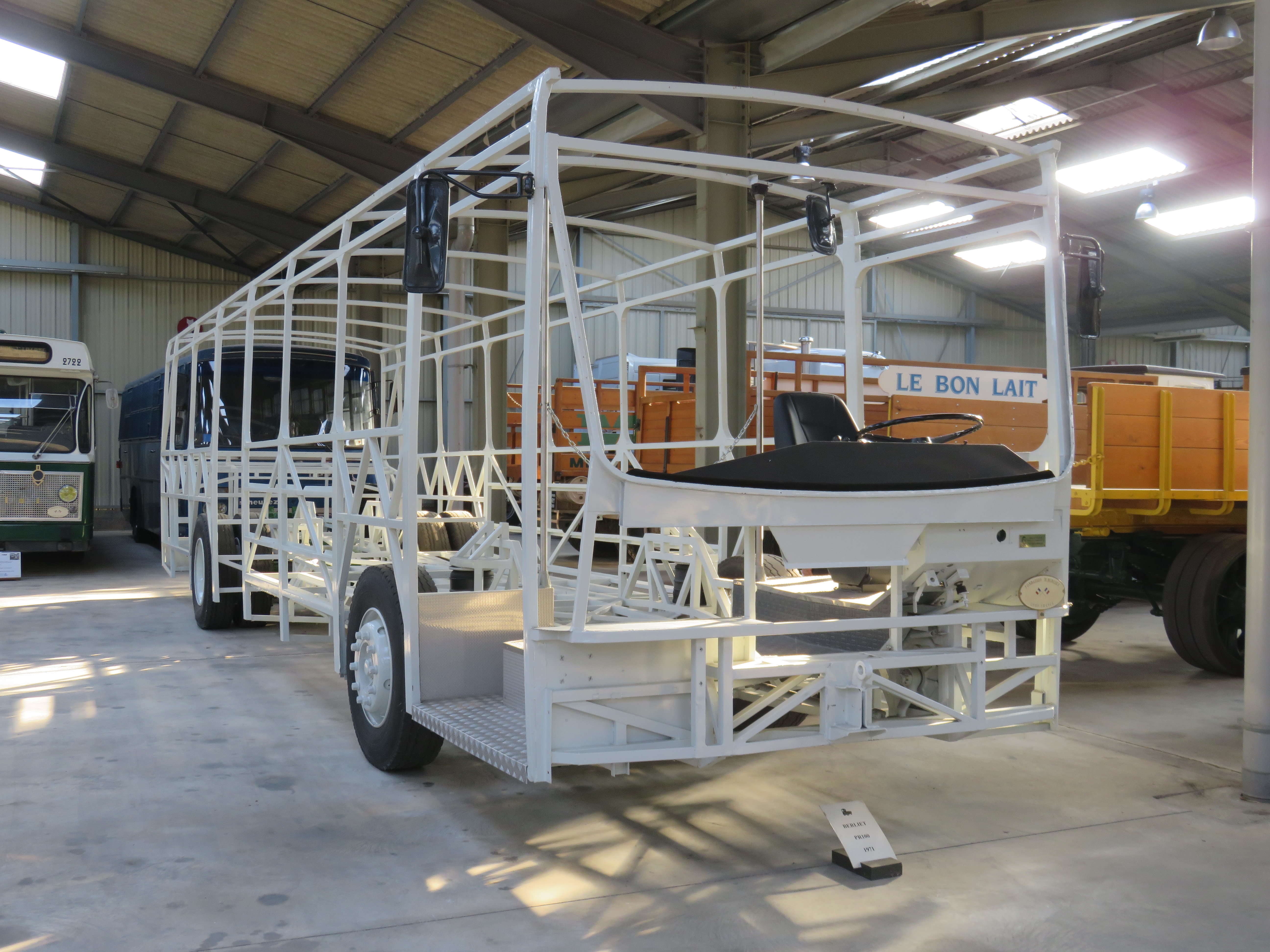
Vue des faces frontale et latérale avec les longerons-parois ainsi que les montants verticaux également soudés au toit et aux traverses du châssis.
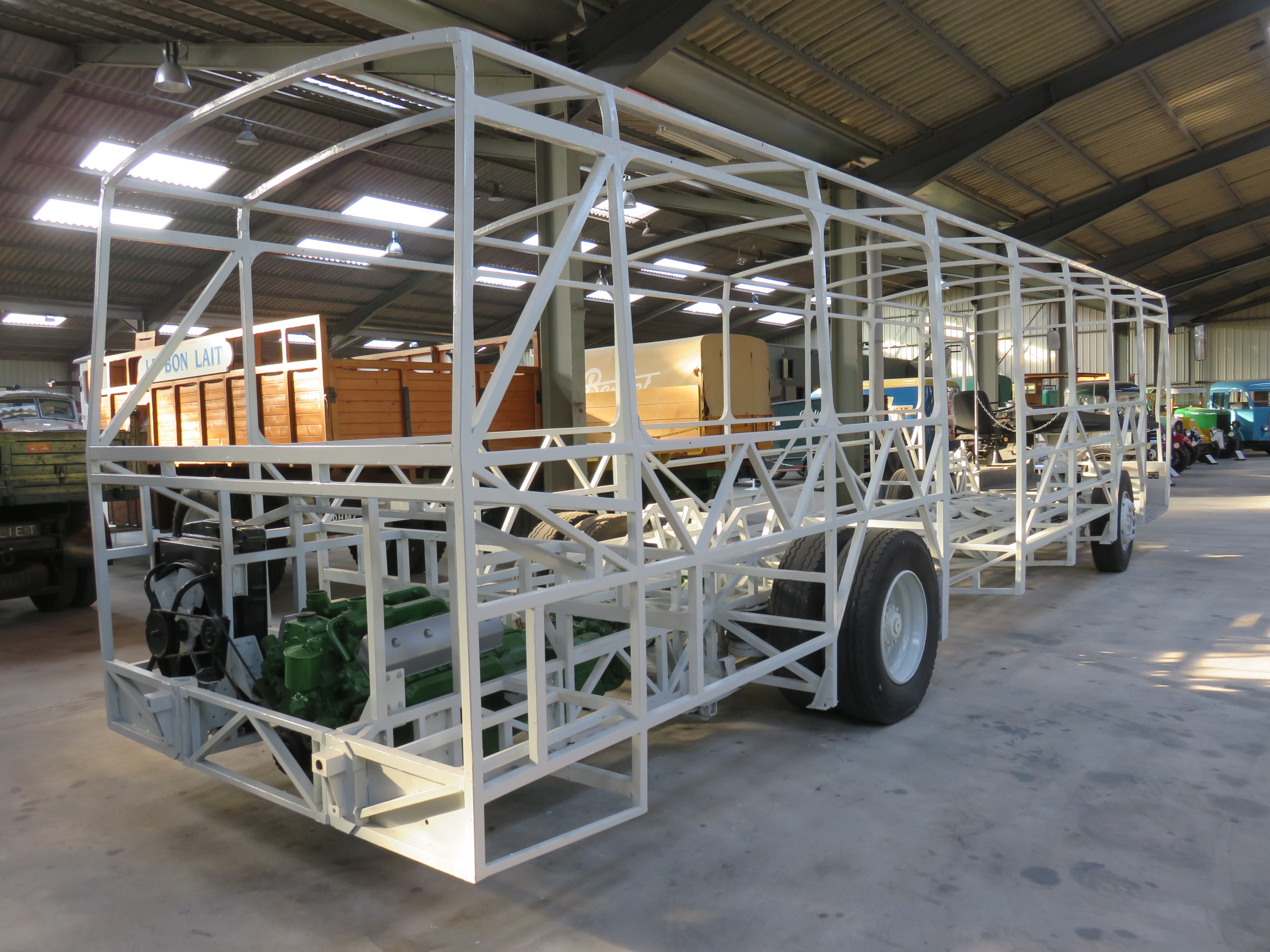
Vue des faces arrière et latérale, le moteur diesel et sa transmission sont fixés dans la caisse autoportante.
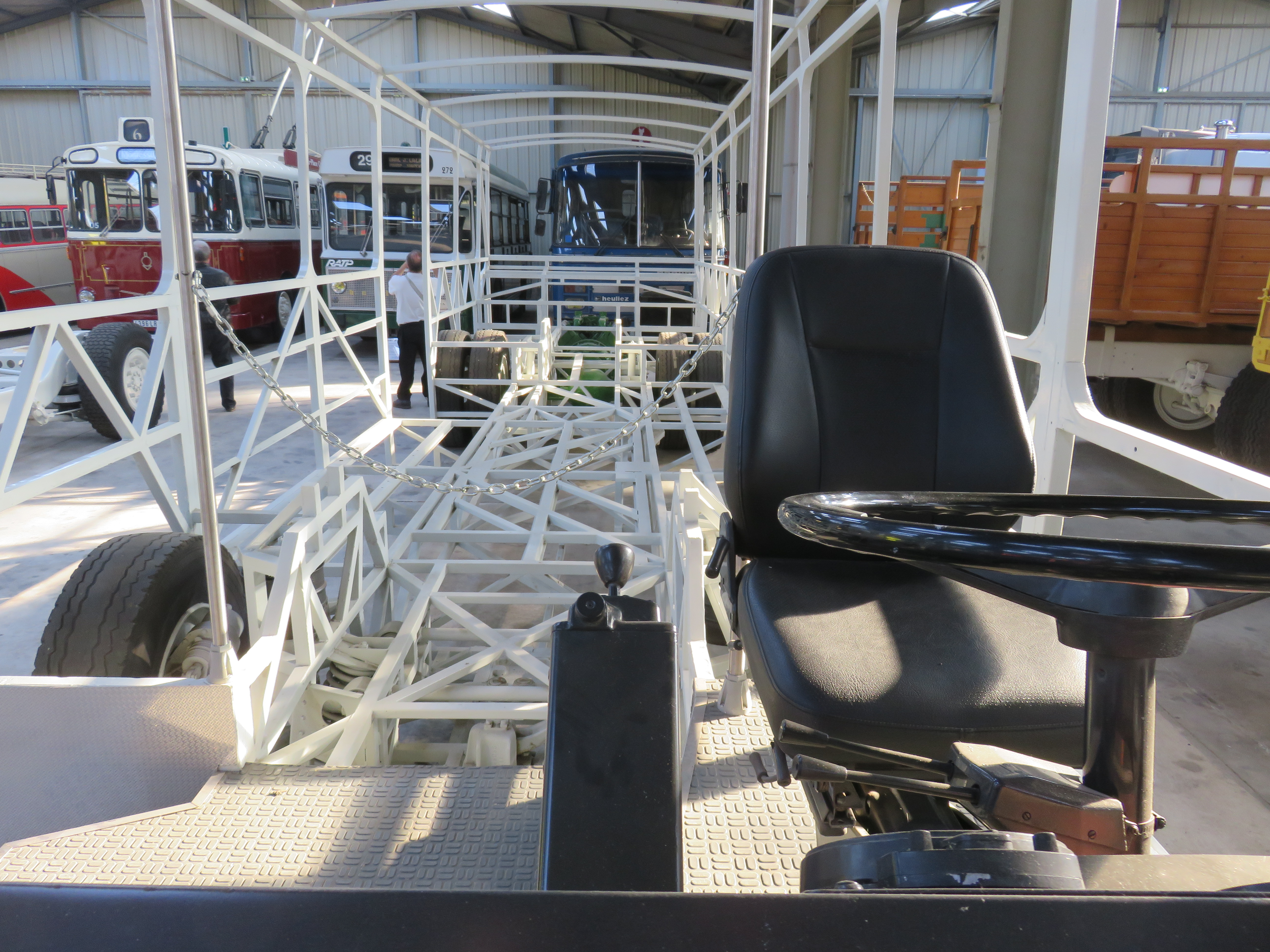
Vue intérieure, au centre, les longerons qui relient les traverses entre-elles.

## Histoire
L'inventeur de ce nouveau type de carrosserie autoporteuse est l'ingénieur et constructeur automobile italien Vincenzo Lancia qui le rendit opérationnel sur le modèle Lancia Lambda. Le 7 décembre 1918, il dépose un brevet, enregistré le 28 mars 1919, sous le numéro 171922, comprenant le brevet des suspensions de l'essieu avant semi-indépendantes avec une lame transversale, sans châssis traditionnel à longerons, remplacé par une membrane en acier embouti conçue pour travailler comme une poutre unique.
Plus tard, en 1933, la société Vétra produit un trolleybus de conception moderne, entièrement métallique avec l'adoption de la technologie de la caisse-poutre qui élimine le traditionnel châssis à longerons de fortes sections.
La technique de la caisse-poutre est une appellation de la société SATRAMO (Société Anonyme du TRAmway MOderne) qui a acheté à la société américaine  J.G. Brill Company de Philadelphie, le brevet de la technologie des longerons-parois. La rigidité de la caisse est assurée par la soudure des tôles formant les parois internes sur des armatures. Ce principe de caisse autoporteuse s'oppose à la carrosserie sur châssis.
La société américaine Budd Company a fait bénéficier de son savoir-faire pour la soudure des caisses autoporteuses, dont le brevet a été déposé en 1916. Elle a poursuivi le développement de ses recherches notamment pour l'utilisation de l'acier inoxydable pour les carrosseries industrielles et les rames de chemin de fer dont elle a également déposé un brevet mondial.